# Claudio Zin

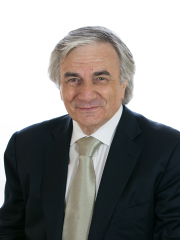
Foto do retrato de Zin no Senado

Claudio Zin (nascido em 11 de novembro de 1945) é um médico e político ítalo-argentino. Foi Senador da República Italiana em representação do povo italiano residente na América do Sul entre 2013 e 2018 pertencente ao Movimento Associativo Italianos no Exterior.
Ele nasceu em Bolzano e emigrou com a sua família para a Argentina aos 5 anos de idade, voltou para a Itália para morar em Milão aos 15 anos, mas mudou-se novamente para a Argentina. Na Argentina estudou Medicina na Universidade de Buenos Aires. Ele trabalha como jornalista na mídia argentina sobre temas de medicina.
Em agosto de 2020, ele anunciou que tinha COVID-19 mas estavaassintomático.